# Паленц (Долина Аосте)
Паленц је насеље у Италији у округу Долина Аосте, региону Долина Аосте.
Према процени из 2011. у насељу је живело 14 становника. Насеље се налази на надморској висини од 1688 м.